# Ayoreo
Os Ayoreo, também chamados  morotocós ou moros,  corazo o kursu, são um povo indígena do Chaco Boreal que vive na zona fronteiriça entre o Paraguai e a Bolívia. Até a metade do século XX ocupavam um território de aproximadamente 300.000 km², delimitado pelos rios Paraguai, Pilcomayo, Parapetí e Grande.

## Ayoreo-Totobiegosode
Os Totobiegosode são um subgrupo dos Ayoreo que vive no Gran Chaco, entre a Argentina e o Paraguai.  Alguns   também foram encontrados na Bolívia. Seu nome significa  'povo do lugar dos porcos selvagens'. Cerca de trezentos Totobiegosode aparentemente escolheram viver em isolamento e  constituem os mais isolados de todos os  Ayoreo, morando em pequenas aldeias ao longo dos rios. Vivem da agricultura, da caça e da coleta . Atualmente sua existência está ameaçada pelo desflorestamento e pela expansão da fronteira agrícola.